# Alf Åberg
Alf Robert Edvin Åberg, född 14 juni 1916 i Helsingborgs stadsförsamling i Malmöhus län, död 19 oktober 2011 i Oscars församling i Stockholm, var en svensk arkivarie och historiker.

## Biografi
Åberg var son till direktör Edvin Åberg och Annie Åberg, född Killman. Från 1937[hur länge?] var Åberg ledare för den nazistiska organisationen Nordisk ungdom i Helsingborg. Han engagerade sig åter politiskt på 1960-talet, då han satt i styrelsen för borgerliga Samling för Framsteg.
Åberg avlade 1943 filosofie licentiatexamen och blev 1947 filosofie doktor i historia vid Lunds universitet på avhandlingen Indelningen av rytteriet i Skåne åren 1658–1700. Han tjänstgjorde vid Krigsarkivet 1943–1982, som extraordinarie förste arkivarie från 1954 och som krigsarkivarie och chef för Krigsarkivet 1979–1982.
Åberg medverkade i många TV- och radioprogram, bland annat Svar idag, och skrev sedan 1940-talet tidningsartiklar och ett stort antal böcker i historiska ämnen. Han var medarbetare i Svenska Dagbladet under många år, och erhöll år 1982 professors namn.
Alf Åberg invaldes som ledamot av Kungliga Samfundet för utgivande av handskrifter rörande Skandinaviens historia 1952, som ledamot av Kungliga Krigsvetenskapsakademien 1958, som korresponderande ledamot av Kungliga Örlogsmannasällskapet 1969 och som korresponderande ledamot av Kungliga Vitterhetsakademien 1989.
Utöver för sin politiska bakgrund[källa behövs] har Åberg kritiserats för sin beskrivning av Skånelandens försvenskning som en snabb och problemfri process.
Alf Åberg är gravsatt på Norra begravningsplatsen i Solna.

### Utmärkelser
- 1970 – Helsingborgsmedaljen[14]
- 1970 –  Riddare av Nordstjärneorden [15]
- 1982 – Övralidspriset
- 1983 – Natur & Kulturs Kulturpris 1983
- 1996 – Lengertz litteraturpris